# Лужецький Віктор Петрович

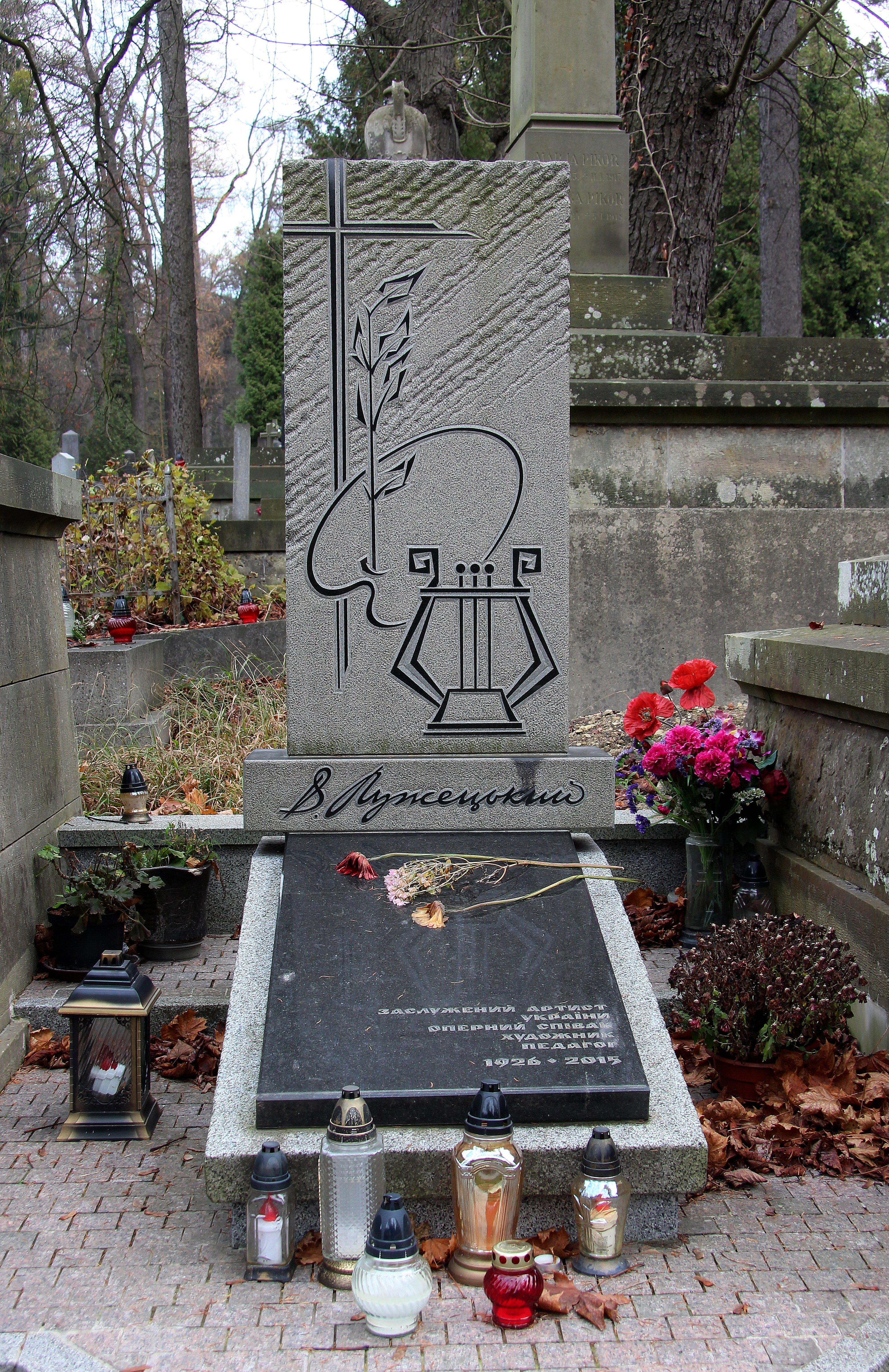

Віктор Петрович Лужецький (7 серпня 1926, Миколаїв — 5 червня 2015, Львів) — співак (бас), педагог, живописець. Заслужений артист УРСР (1975). Учасник другої світової війни.
Закінчив Львівську консерваторію (1962; кл. П. Кармалюка). Відтоді — соліст Львівського театру опери та балету ім. І. Франка (до 1990). Водночас 1968—2012 — старший викладач сольного співу Львівської музичної академії. Здійснив фондові записи опер «Золотий обруч» Б. Лятошинського, «Довбуш» С. Людкевича, «Ріхард Зорґе» Ю. Мейтуса. Про Лужецького створено т/ф «Творчий портрет В. Лужецького».
Серед учнів — В. Дудар, С. Магера, В. Пащенко, О. Чепурний. Автор портретів П. Кармалюка, В. Ігнатенка в ролях Каварадоссі («Тоска» Дж. Пуччіні) та Германа («Пікова дама» П. Чайковського), Р. Вітошинського, В. Чайки, натюрмортів, пейзажів. Персональні виставки — у Львові (1978, 1998, 2011).
Партії: Карась («Запорожець за Дунаєм» С. Гулака-Артемовського), Виборний («Наталка Полтавка» М. Лисенка), Батько («Катерина» М. Аркаса), Бурунда («Золотий обруч» Б. Лятошинського), Хома («Назар Стодоля» К. Данькевича), Кончак («Князь Ігор» О. Бородіна), Іван Хованський, Варлаам («Хованщина», «Борис Годунов» М. Мусоргського), Кочубей, Грьомін («Мазепа», «Євгеній Онєгін» П. Чайковського), Інквізитор, Сільва («Дон Карлос», «Ернані» Дж. Верді), Дулькамара («Любовний напій» Ґ. Доніцетті), Альвізе («Джоконда» А. Понкієллі), Дон Базиліо («Севільський цирульник» Дж. Россіні).
Похований на 68 полі Личаківського цвинтаря.